# 도조 (고구려)
도조(都祖, ?~?)는 고구려의 공신이다.

## 생애
유리가 부여를 떠나 주몽이 있는 고구려로 향할 때 옥지, 고추와 함께 유리를 보좌했다. 고구려에 와서는 유리의 이복동생인 비류와 온조와의 왕권 쟁탈전에서 그를 유리를 지지하는 데 힘썼다.